# Захарино (Смоленская область)
(Новое) Захарино — деревня в Смоленском районе Смоленской области России. Входит в состав Стабенского сельского поселения. Население — 55 жителей (2007 год).
Расположена в западной части области в 18 км к северу от Смоленска, в 12 км севернее автодороги М1 «Беларусь». В 21 км южнее деревни расположена железнодорожная станция Смоленск на линии Москва — Минск.
(не путать с Захарино (Хиславичский район))

## История
До Великой Отечественной войны существовало другое историческое местечко Захарино (Хиславичский район), расположенное 130 км севернее современной деревни, в 15 км на юго-востоке от Хиславичи, около Печерской Буды (54°07'00.0"N 32°19'00.0"E )
Первоначальное местечко Захарино ныне не существует.
В 16—18 вв. — слобода Мстиславльского воеводства в составе Речи Посполитой. С 1772 — в составе Рос. империи, с 1826 — местечко Захарьино Мстиславского у. Могилевской губ. В 1930-х гг. — Захарьинский еврейский нац. сельсовет Хиславичского р-на.В 1832 в З. проживало 478 евреев, в 1847 — 538, в 1880 — 701, в 1897 — 566 (98,6%), в 1908 — 570, в 1925 — 550 евреев (92%).С 1860 раввином в З. был Бенцион Сорочкин (1843—?), отец З.Сорочкина. В 1880 в З. имелось 2 синагоги; Лейба Хасин арендовал сукновальный з-д, Берка Черняк владел дегтярным з-дом. В 1908 в З. были 2 синагоги и талмуд-тора. В 1921 создано отделение Евсекции. С 1920 в Захарьино работали еврейская нач. школа (80 уч-ся), вечерние курсы, еврейский драм. кружок.
В годы Великой Отечественной войны деревня была оккупирована гитлеровскими войсками в июле 1941 года, освобождена в сентябре 1943 года. В городе было создано гетто.
Участь этого местечка с расположенными рядом деревнями Мартыновка, Фролово, Зарево и др. с преобладающим прежде еврейским населением несравнима даже с чешской Лидицей или белорусской Хатынью. Крупные еврейские поселения исчезли вместе со своим еврейским населением. Сохранился список последнего расстрела 9 Мая 1942 года. До этого, как утверждают местные жители окрестных деревень (Захарино исчезло), жителей местечка и окрестных деревень еврейской национальности водили и возили на расстрел в Хиславичи, Первомайский, Стодолище и расстреливали на месте.
На месте прежнего Захарино до недавнего времени сохранялись следы памятника погибшим.
Старая военно-топографическая карта района местечка Захарино Мстиславского уезда 19го века:
http://starye-karty.litera-ru.ru/karty/!voen-3v/r14nlist10-f.html